# Henri Lammens

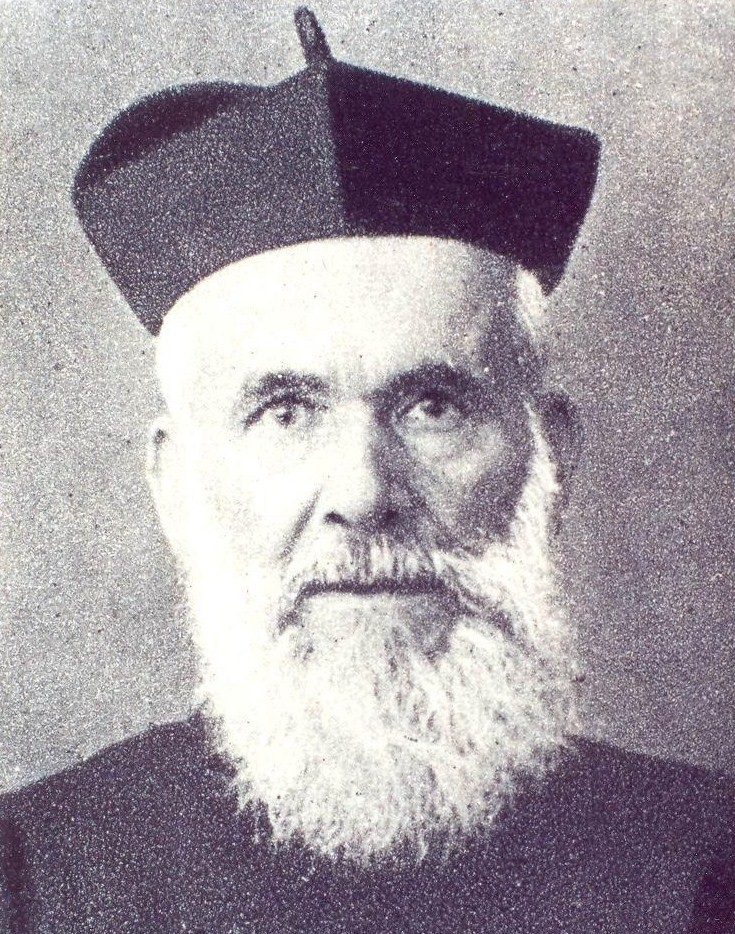
Henri Lammens

Henri Lammens (Gent, 1862 – Beiroet, 1937) was een prominente Belgische jezuïet en oriëntalist.

## Biografie
Henri Lammens werd geboren als zoon van katholieke Vlaamse ouders. Hij sloot zich op zijn vijftiende aan bij de jezuïeten in Beiroet, en vestigde zich daarna permanent in Libanon. Tijdens zijn eerste acht jaar daar, leerde Lammens Arabisch, Latijn en Grieks. Zijn eerste werk was een woordenboek Arabisch (1889). Hij werkte tevens mee aan al-Bashir, een jezuïetenkrant.
Na veel te hebben gereisd, begon hij in 1907 zijn carrière als oriëntalist aan de School of Oriental Studies. Hij publiceerde een reeks studies over de Omajjaden, en enkele over het Arabië van voor de islam: Etudes sur le regne du calife Omaiyade Mo'awia ler (1908), Le berceau de l'Islam; L'Arabie occidentale à la vielle de l'Hegire (1914). Hij schreef veel artikelen voor de eerste editie van de Encyclopaedia of Islam.
Lammens’ bijdragen worden tegenwoordig door Westerse historici beschouwd als zeer invloedrijk.

## Werken
- Islam: Beliefs and Institutions[1]
- The Age of Muhammad and the Chronology of the Sira
- Fatima and the Daughters of Muhammad